# Delirio d'amore (film 1914)
Delirio d'amore (Um das Glück betrogen) è un film muto del 1914 diretto da Curt A. Stark.

## Produzione
Il film fu prodotto dalla Messter Film GmbH (Berlin).

## Distribuzione
Distribuito dall'Eclectic Film Company, uscì nelle sale cinematografiche tedesche nel marzo 1914. Negli Stati Uniti, il film venne distribuito nell'ottobre 1914 con il titolo The Broken Promise